# Tammiku
Tammiku je městečko v estonském kraji Ida-Virumaa, samosprávně patřící do obce Jõhvi.